# Roger Tredwell
Pour les articles homonymes, voir Tredwell.
Roger Culver Tredwell (juillet 1885-12 juillet 1961) est un diplomate américain. Il reçoit une attention internationale lorsqu'il est emprisonné dans le Turkestan russe par les Bolcheviks peu de temps après la Révolution russe de 1917.

## Carrière diplomatique
Tredwell occupe plusieurs positions en diplomatie à travers le monde, dont en 1914 à Bristol en Angleterre. En 1915, il sert en Italie à Turin et Rome et ensuite en Russie à partir de 1917. Durant cette période il se rend en mission pour une enquête dans le Turkestan où il sera emprisonné. En 1922, il entame un tour de trois ans à titre de consul général des États-Unis en Asie centrale et en Afrique. Relocalisé à Hong Kong de 1926 à 1929, il se rend ensuite à Stockholm durant les années 1930.

## Emprisonnement à Tachkent
Envoyé à Tachkent pour investiguer sur la situation politique et sur celle du coton en 1918, alors que la Première Guerre mondiale fait rage, il prépare un rapport sur le blocage effectué par les britanniques contre les forces de l'Allemagne. Les munitions de cette époque utilisaient du coton sous forme de nitrocellulose. De plus, les forces de l'Entente s'inquiétaient que les Allemands se procure du coton auprès de l'Empire russe, particulièrement dans le Turkestan, pour lancer une attaque contre les Indes britanniques.
Tredwell prépare deux rapports durant l'été, mais sera arrêté par les Bolcheviks en octobre 1918. D'abord rassuré d'être libéré, il sera placé en résidence surveillée. Risquant l'exécution, mais annulée à la dernière minute par le chef de police local, les Britanniques proposent de libérer Tredwell en échange de prisonniers bolcheviques arrêtés en Iran. L'échange ne sera jamais réalisé et Tredwell sera transféré de Tachkent à Moscou et ensuite en Finlande où il retrouve la liberté en mai 1919. Libéré, il dénonce les Bolcheviques et prédit le soulèvement du peuple russe dans un avenir proche.